# Chrysolina shapaensis
Chrysolina shapaensis es un coleóptero de la familia Chrysomelidae.
Fue descrita científicamente en 1987 por Medvedev.